# Coppa del Mondo di sci orientamento
La Coppa del Mondo di sci orientamento è una delle più importanti serie di gare di sci orientamento al mondo e racchiude in sé varie gare. Le singole gare possono anche essere valevoli per altri trofei, come i campionati mondiali di sci orientamento.

## Podi delle Coppe del Mondo

### Femminile

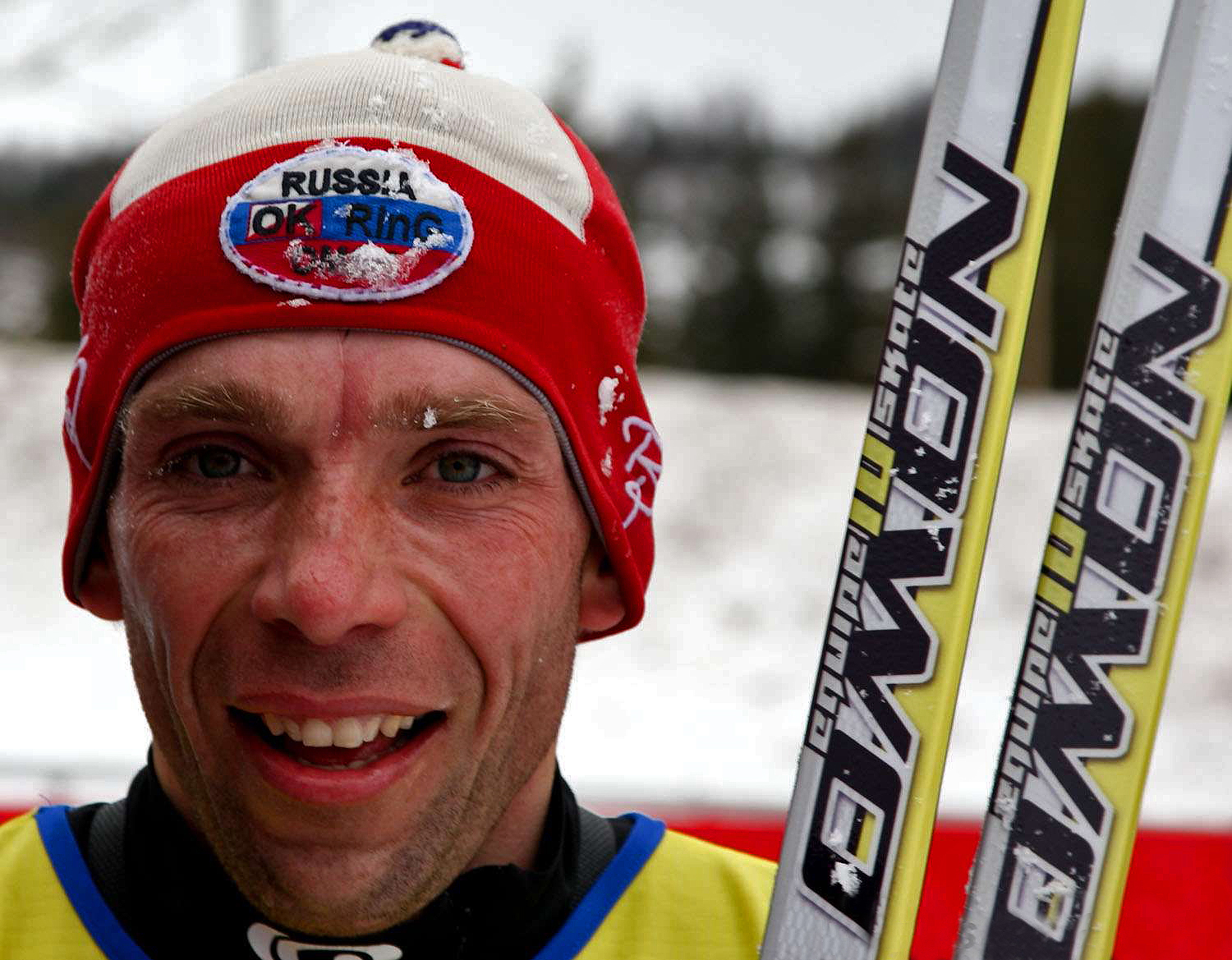
Eduard Khrennikov, tre volte vincitore della coppa del Mondo

| Anno      | Vincitore                             | Secondo                      | Terzi                                 |
| --------- | ------------------------------------- | ---------------------------- | ------------------------------------- |
| 1989      | Finlandia Virpi Juutilainen           | Norvegia Ragnhild Bratberg   | Svezia Ann Charlotte Karlsson         |
| 1991      | Svezia Arja Hannus                    | Svezia Annika Zell           | Finlandia Virpi Juutilainen           |
| 1993      | Finlandia Arja Nuolioja               | Finlandia Riitta Karjalainen | Norvegia Hilde Gjermundshaug Pedersen |
| 1995      | Finlandia Arja Nuolioja               | Svezia Lena Hasselström      | Norvegia Hilde Gjermundshaug Pedersen |
| 1997      | Norvegia Hilde Gjermundshaug Pedersen | Finlandia Liisa Anttila      | Finlandia Terhi Holster               |
| 1999      | Svezia Arja Hannus                    | Svezia Lena Hasselström      | Svezia Annika Zell                    |
| 2000      | Svezia Lena Hasselström               | Svezia Annika Zell           | Svezia Arja Hannus                    |
| 2001      | Svezia Lena Hasselström               | Russia Tatiana Vlasova       | Norvegia Stine Hjermstad Kirkevik     |
| 2003      | Russia Natalia Tomilova               | Russia Tatiana Vlasova       | Svezia Stina Grenholm                 |
| 2006      | Norvegia Stine Hjermstad Kirkevik     | Russia Tatiana Vlasova       | Svezia Marie Lund                     |
| 2007/8    | Russia Tatiana Vlasova                | Finlandia Liisa Anttila      | Russia Olga Shevchenko                |
| 2009/2010 | Russia Natalya Tomilova               | Norvegia Marte Reenaas       | Kazakistan Olga Novikova              |
| 2011/2012 | Svezia Josefine Engström              | Svezia Tove Alexandersson    | Russia Polina Malchikova              |

### Maschile
| Anno      | Vincitore                    | Secondo                 | Terzi                       |
| --------- | ---------------------------- | ----------------------- | --------------------------- |
| 1989      | Norvegia Vidar Benjaminsen   | Svezia Stig Mattson     | Finlandia Anssi Juutilainen |
| 1991      | Finlandia Anssi Juutilainen  | Svezia Bo Engdahl       | Norvegia Vidar Benjaminsen  |
| 1993      | Norvegia Vidar Benjaminsen   | Norvegia Lars Lystad    | Norvegia Harald Svergja     |
| 1995      | Finlandia Vesa Mäkipää       | Finlandia Raino Pesu    | Norvegia Vidar Benjaminsen  |
| 1997      | Finlandia Vesa Mäkipää       | Finlandia Pekka Varis   | Svezia Bertil Nordqvist     |
| 1999      | Finlandia Raino Pesu         | Svezia Björn Lans       | Svezia Bertil Nordqvist     |
| 2000      | Russia Eduard Khrennikov     | Russia Andrei Gruzdev   | Finlandia Jukka Lanki       |
| 2001      | Finlandia Matti Keskinarkaus | Finlandia Jukka Lanki   | Russia Eduard Khrennikov    |
| 2003      | Russia Eduard Khrennikov     | Svezia Bertil Nordqvist | Finlandia Arto Lilja        |
| 2006      | Russia Eduard Khrennikov     | Svezia Tomas Löfgren    | Finlandia Staffan Tunis     |
| 2007/8    | Svezia Erik Rost             | Svezia Peter Arnesson   | Russia Andrei Lamov         |
| 2009/2010 | Russia Eduard Khrennikov     | Finlandia Staffan Tunis | Russia Andrey Grigoriev     |
| 2011/2012 | Finlandia Staffan Tunis      | Svezia Peter Arnesson   | Russia Andrey Grigoriev     |